# Zermatt-Marathon

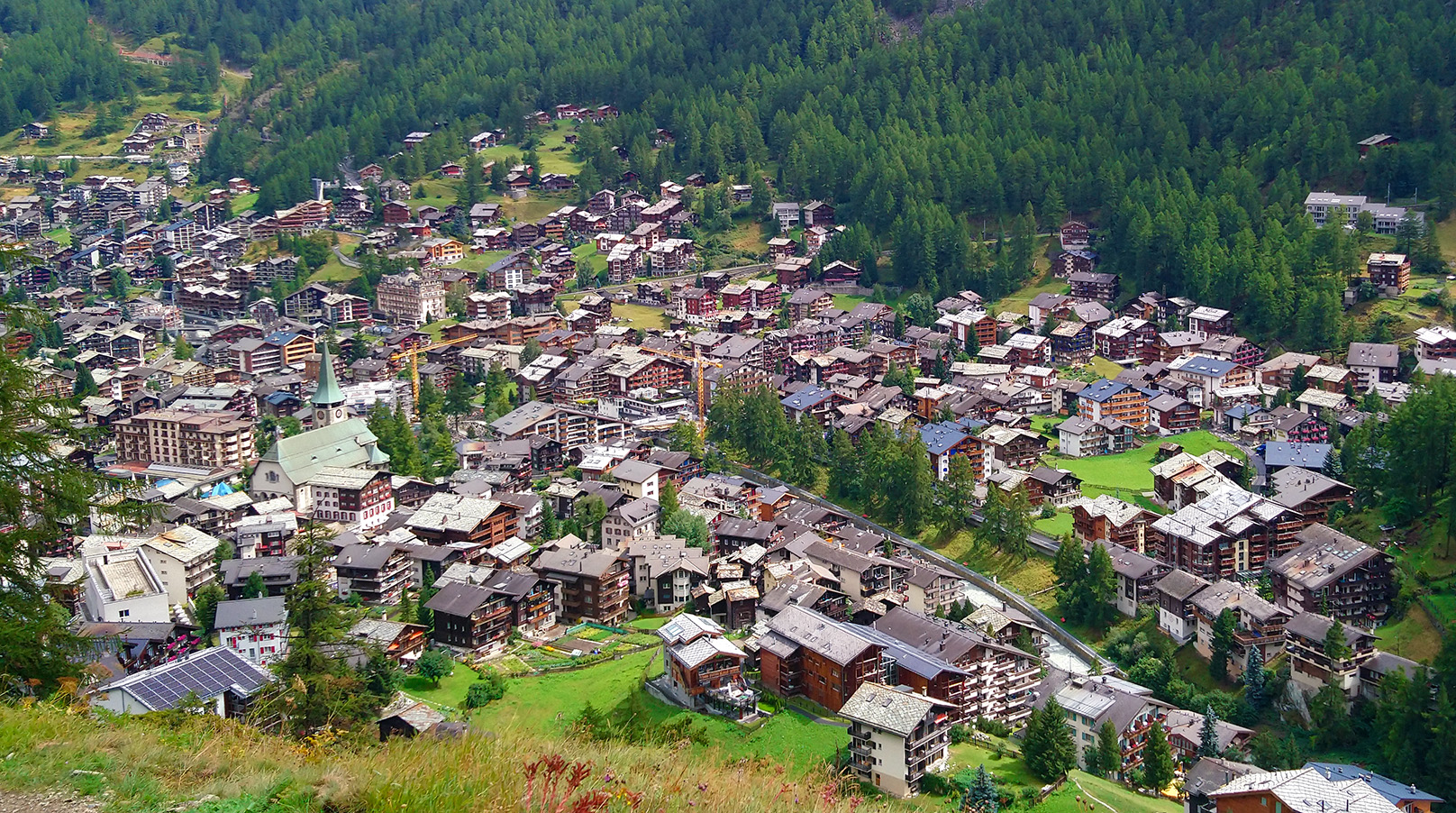
Zermatt

Der Zermatt Marathon (seit 2014 Gornergrat Zermatt Marathon) ist ein Marathon, der seit 2002 im Juli bei Zermatt ausgetragen wird. Er ist der drittgrößte Bergmarathon der Schweiz nach dem Jungfrau-Marathon und dem Swiss Alpine Marathon.

## Allgemeines
Die Strecke startet in St. Niklaus in 1116 m ü. M. und führt zunächst durch das Mattertal über Randa und Täsch nach Zermatt in 1616 m ü. M., wo die Halbmarathonmarke erreicht und 600 Höhenmeter bewältigt sind. Nach einer Schleife durch Zermatt geht es 600 Höhenmeter steil bergauf auf die Sunnegga und dann relativ eben weiter zur Riffelalp auf 2222 m ü. M., wo man kurz neben der Riffelalptram (Europas höchstgelegener Trambahnlinie) läuft. Von dort geht es mit Blick auf das Matterhorn auf den letzten drei Kilometern parallel zur Gornergratbahn zum Ziel des Marathons auf dem Riffelberg in 2585 m ü. M. Insgesamt geht es 1944 Höhenmeter bergauf und 444 Höhenmeter bergab. Der Ultramarathon führt dann noch weiter auf den Gornergrat in 3089 m ü. M.

## Historie
Bei den ersten beiden Austragungen in den Jahren 2002 und 2003 endete der Lauf auf dem Gornergrat in 3089 m ü. M., wobei bei der Erstaustragung auf dem letzten Teil der Strecke gegen den Gornergrat hin Schneetreiben herrschte.
Im Jahr 2007 fand erstmals der Mountain-Marathon-Cup statt, eine Laufcup-Wertung, die aus dem Liechtenstein-Marathon, dem Gornergrat Zermatt Marathon und dem Jungfrau-Marathon besteht. Der Nachfolger des Mountain-Marathon-Cups war der 33M-Cup. Innerhalb von drei Monaten galt es die drei Bergmarathons Liechtenstein-Marathon, Gornergrat Zermatt Marathon und der Allgäu-Panorama-Marathon zu bewältigen.
Zum 10. Jubiläum am 9. Juli 2011 wurde die Veranstaltung einmalig um einen Ultramarathon ergänzt, bei dem zusätzlich zur Marathonstrecke weitere 3,4 km und 514 Höhenmeter auf den Gornergrat in 3089 m ü. M. gelaufen wurden. Seit der 12. Veranstaltung wird der Ultramarathon jährlich durchgeführt.
Bei der 13. Austragung am 5. Juli 2014 wurde erstmals zusätzlich ein Halbmarathon mit Start in Zermatt angeboten. Dieser findet jetzt alljährlich statt.
Im Rahmen der 14. Austragung am 4. Juli 2015 fanden auch die 12. WMRA Berglauf-Weltmeisterschaften 2015 in der Langdistanz statt.
Am 7. Juli 2019 hat der Gornergrat Zermatt Marathon in Zusammenarbeit mit Swiss Athletics die 18. European Mountain Running Championships ausgetragen.
Im Rahmen der 20. Jubiläumsausgabe des Gornergrat Zermatt Marathons am 2. Juli 2022 wurde zum ersten Mal der Top20Run durchgeführt. Diese neue Strecke von Zermatt hinauf zum Gornergrat beträgt 22 km mit ca. 1850 Höhenmetern.
Erstmals wurde dabei für das Klassement mit einer Relativwertung gearbeitet.

## Verein
Am 12. Mai 2005 wurde in St. Niklaus der Trägerverein des Zermatt Marathons gegründet. Neuer Vorstands- und OK-Präsident ist seit dem 1. Juli 2017 Olivier Andenmatten aus Grächen. Er hat das Amt von Stefan Truffer übernommen. Geschäftsführerin ist seit 2005 Andrea Schneider.

## Statistik

### Streckenrekorde
Marathon
- Männer: 2:55:05 h, Paul Maticha Michieka (KEN), 2014
- Frauen: 3:19:42 h, Nienke Brinkman (NL), 2021

Ultra Marathon
- Männer: 3:58:11,0 h, Konrad von Allmen (SUI), 2014
- Frauen: 4:32:47,3 h, Simone Hegner (SUI), 2018

Halbmarathon
- Männer: 1:33:47,3 h, Jonas Soldini (SUI), 2023
- Frauen: 1:52:25,7 h, Emma Pooley (SUI), 2023

### Siegerliste Marathon
| Datum         | Männer                    | Nation                 | Zeit      | Frauen                    | Nation                 | Zeit      |
| ------------- | ------------------------- | ---------------------- | --------- | ------------------------- | ---------------------- | --------- |
| 1. Juli 2023  | Benedikt Hoffmann -3-     | Deutschland            | 3:05:00,7 | Laura Hottenrott          | Deutschland            | 3:26:57,7 |
| 2. Juli 2022  | Petter Engdahl            | Norwegen               | 3:05:54,6 | Ivana Iozzia -3-          | Italien                | 3:40:04,4 |
| 3. Juli 2021  | Benedikt Hoffmann -2-     | Deutschland            | 3:02:24,8 | Nienke Brinkman           | Niederlande            | 3:19:42,8 |
| 6. Juli 2019  | Benedikt Hoffmann         | Deutschland            | 3:04:59,0 | Aline Camboulives -4-     | Frankreich             | 3:50:00,2 |
| 7. Juli 2018  | Robbie Simpson            | Vereinigtes Königreich | 3:00:39,8 | Ivana Iozzia -2-          | Italien                | 3:36:20,6 |
| 1. Juli 2017  | Eric Blake                | Vereinigte Staaten     | 3:03:36,0 | Ivana Iozzia              | Italien                | 3:39:55,3 |
| 2. Juli 2016  | Patrick Wieser -3-        | Schweiz                | 3:06:58,4 | Aline Camboulives -3-     | Frankreich             | 3:35:44,5 |
| 4. Juli 2015  | Tommaso Vaccina           | Italien                | 3:01:51,5 | Martina Strähl            | Schweiz                | 3:21:38,4 |
| 5. Juli 2014  | Paul Maticha Michieka -3- | Kenia                  | 2:55:04,8 | Aline Camboulives -2-     | Frankreich             | 3:29:36,3 |
| 6. Juli 2013  | Paul Maticha Michieka -2- | Kenia                  | 3:05:25,0 | Aline Camboulives         | Frankreich             | 3:31:26,9 |
| 7. Juli 2012  | Paul Maticha Michieka     | Kenia                  | 2:59:54,9 | Daniela Gassmann-Bahr -2- | Schweiz                | 3:29:13,1 |
| 9. Juli 2011  | Patrick Wieser -2-        | Schweiz                | 3:09:40,6 | Daniela Gassmann-Bahr     | Schweiz                | 3:32:12,2 |
| 10. Juli 2010 | Patrick Wieser            | Schweiz                | 3:09:34,5 | Claudia Landolt -2-       | Schweiz                | 3:44:05,2 |
| 4. Juli 2009  | Jonathan Wyatt            | Neuseeland             | 2:57:47,3 | Claudia Landolt           | Schweiz                | 3:43:30,6 |
| 5. Juli 2008  | Gerd Frick                | Italien                | 3:11:22,4 | Elizabeth Hawker -3-      | Vereinigtes Königreich | 3:45:19,6 |
| 7. Juli 2007  | Helmut Schießl            | Deutschland            | 3:06:31,8 | Elizabeth Hawker -2-      | Vereinigtes Königreich | 3:32:48,7 |
| 8. Juli 2006  | Billy Burns -3-           | Vereinigtes Königreich | 3:11:14,5 | Elizabeth Hawker          | Vereinigtes Königreich | 3:36:34,7 |
| 2. Juli 2005  | Billy Burns -2-           | Vereinigtes Königreich | 3:04:19,8 | Sylke Schmitz             | Deutschland            | 3:54:26,4 |
| 3. Juli 2004  | Jean-Yves Rey             | Schweiz                | 3:09:44,7 | Nathalie Etzensperger     | Schweiz                | 3:46:28,8 |
| 5. Juli 2003  | Billy Burns               | Vereinigtes Königreich | 3:17:08,1 | Carolina Reiber -2-       | Schweiz                | 3:45:24,5 |
| 6. Juli 2002  | Stefan Tassani-Prell      | Deutschland            | 3:34:29,5 | Carolina Reiber           | Schweiz                | 4:02:45,0 |

### Siegerliste Ultra Marathon
| Datum        | Männer             | Nation      | Zeit      | Frauen             | Nation      | Zeit      |
| ------------ | ------------------ | ----------- | --------- | ------------------ | ----------- | --------- |
| 1. Juli 2023 | Sammy Schu -3-     | Deutschland | 4:05:25,7 | Michaela Gerychova | Tschechien  | 4:47:14,1 |
| 2. Juli 2022 | Pierre-André Ramuz | Schweiz     | 4:05:27,0 | Simone Hegner -4-  | Schweiz     | 4:40:32,2 |
| 3. Juli 2021 | Sammy Schu -2-     | Deutschland | 4:01:10,8 | Karen Schultheiss  | Schweiz     | 4:56:05,0 |
| 6. Juli 2019 | Sammy Schu         | Deutschland | 4:12:03,7 | Simone Hegner -3-  | Schweiz     | 4:39:26,7 |
| 7. Juli 2018 | Roman Wyss -3-     | Schweiz     | 4:03:18,1 | Simone Hegner -2-  | Schweiz     | 4:32:47,3 |
| 1. Juli 2017 | Roman Wyss -2-     | Schweiz     | 4:02:32,7 | Simone Hegner      | Schweiz     | 4:40:21,1 |
| 2. Juli 2016 | Roman Wyss         | Schweiz     | 4:09:05,4 | Susanne Wings      | Schweiz     | 4:37:39,0 |
| 4. Juli 2015 | Helmut Perreten    | Schweiz     | 4:03:55,4 | Hilde Gudem        | Norwegen    | 4:52:36,0 |
| 5. Juli 2014 | Konrad von Allmen  | Schweiz     | 3:58:11,0 | Helene Ogi         | Schweiz     | 5:00:49,0 |
| 6. Juli 2013 | Ruedi Bärtschi     | Schweiz     | 4:23:33,6 | Alexandra Hagspiel | Deutschland | 4:50:37,8 |
| 9. Juli 2011 | Harald Aas         | Norwegen    | 4:00:08,6 | Carolina Reiber    | Schweiz     | 4:50:37,4 |

### Siegerliste Halbmarathon
| Datum        | Männer                 | Nation  | Zeit      | Frauen              | Nation      | Zeit      |
| ------------ | ---------------------- | ------- | --------- | ------------------- | ----------- | --------- |
| 1. Juli 2023 | Jonas Soldini          | Schweiz | 1:33:47,3 | Emma Pooley         | Schweiz     | 1:52:25,7 |
| 2. Juli 2022 | Alain Lagger           | Schweiz | 1:43:47,3 | Marianne Okle       | Schweiz     | 2:10:43,5 |
| 4. Juli 2021 | Fabian Fux             | Schweiz | 1:45:26,3 | Lena Bächle         | Deutschland | 2:06:07,4 |
| 6. Juli 2019 | Dominik Rolli          | Schweiz | 1:39:25,9 | Martina Strähl      | Schweiz     | 1:54:59,1 |
| 7. Juli 2018 | Martin Anthamatten -4- | Schweiz | 1:42:04,7 | Sabine Kuonen       | Schweiz     | 1:59:48,1 |
| 1. Juli 2017 | Martin Anthamatten -3- | Schweiz | 1:40:48,3 | Victoria Kreuzer    | Schweiz     | 2:00:13,6 |
| 2. Juli 2016 | Martin Anthamatten -2- | Schweiz | 1:45:16,1 | Kathrin Knuchel -2- | Schweiz     | 2:11:12,1 |
| 4. Juli 2015 | Xavier Moulin          | Schweiz | 1:50:23,8 | Kathrin Knuchel     | Schweiz     | 2:10:48,4 |
| 5. Juli 2014 | Martin Anthamatten     | Schweiz | 1:47:22,9 | Maija Oravamäki     | Finnland    | 2:01:32,8 |

### Entwicklung der Finisherzahlen (klassierte Läufer)
| Jahr | Gesamt Marathon | davon Frauen | Staffel | Gesamt Ultra | davon Frauen | Gesamt Halbmarathon | davon Frauen | Gesamt Top20Run | davon Frauen | Total Teilnehmer |
| ---- | --------------- | ------------ | ------- | ------------ | ------------ | ------------------- | ------------ | --------------- | ------------ | ---------------- |
| 2023 | 411             | 96           | 194     | 360          | 83           | 838                 | 414          | 212             | 69           | 2015             |
| 2022 | 483             | 119          | 268     | 444          | 100          | 637                 | 292          | 204             | 62           | 2036             |
| 2021 | 373             | 87           | 100     | 315          | 71           | 531                 | 209          |                 |              | 1319             |
| 2019 | 614             | 165          | 352     | 487          | 104          | 902                 | 389          |                 |              | 2355             |
| 2018 | 617             | 162          | 318     | 549          | 109          | 755                 | 328          |                 |              | 2239             |
| 2017 | 650             | 169          | 310     | 556          | 110          | 769                 | 319          |                 |              | 2285             |
| 2016 | 648             | 161          | 360     | 610          | 132          | 728                 | 303          |                 |              | 2346             |
| 2015 | 905             | 249          | 320     | 556          | 96           | 512                 | 225          |                 |              | 2293             |
| 2014 | 740             | 173          | 320     | 506          | 107          | 480                 | 201          |                 |              | 2046             |
| 2013 | 663             | 132          | 390     | 504          | 99           |                     |              |                 |              | 1557             |
| 2012 | 812             | 153          | 370     |              |              |                     |              |                 |              | 1182             |
| 2011 | 894             | 209          | 346     | 608          | 109          |                     |              |                 |              | 1848             |
| 2010 | 1040            | 198          | 354     |              |              |                     |              |                 |              | 1394             |
| 2009 | 1092            | 199          | 370     |              |              |                     |              |                 |              | 1462             |
| 2008 | 979             | 173          | 396     |              |              |                     |              |                 |              | 1375             |
| 2007 | 897             | 148          | 194     |              |              |                     |              |                 |              | 1091             |
| 2006 | 707             | 125          | 136     |              |              |                     |              |                 |              | 843              |
| 2005 | 552             | 088          |         |              |              |                     |              |                 |              | 552              |
| 2004 | 536             | 094          |         |              |              |                     |              |                 |              | 536              |
| 2003 | 731             | 110          |         |              |              |                     |              |                 |              | 731              |
| 2002 | 916             | 125          |         |              |              |                     |              |                 |              | 916              |